# NGC 543
NGC 543 ist eine elliptische Galaxie vom Hubble-Typ E/S0 im Sternbild Walfisch südlich der Ekliptik. Sie ist schätzungsweise 239 Millionen Lichtjahre von der Milchstraße entfernt und hat einen Durchmesser von etwa 40.000 Lj.
Im selben Himmelsareal befinden sich u. a. die Galaxien NGC 541, NGC 545, NGC 547, NGC 548.
Das Objekt wurde am 31. Oktober 1864 von dem deutsch-dänischen Astronomen Heinrich Ludwig d’Arrest entdeckt.